# 莱索蒂约帕皮永
莱索蒂约帕皮永（法語：Les Authieux-Papion，法語發音：[le.z‿otjø papjɔ̃] ⓘ）是法国卡尔瓦多斯省的一个旧市镇，属于利雪区。2017年，莱索蒂约帕皮永与临近的13个市镇合并为新市镇梅济东瓦莱多日。

## 地理
莱索蒂约帕皮永（49°3'57"N, 0°3'14"E）面积4.28 平方千米，位于法国诺曼底大区卡爾瓦多斯省，该省份为法国西北部沿海省份，北濒大西洋英吉利海峡，东北与滨海塞纳省以海上边界相接，东临厄尔省，南至奧恩省，西与芒什省接壤。
与莱索蒂约帕皮永接壤的市镇（或旧市镇、城区）包括：格朗尚堡、勒梅尼勒莫热、圣于连勒福孔、欧日地区维约蓬。

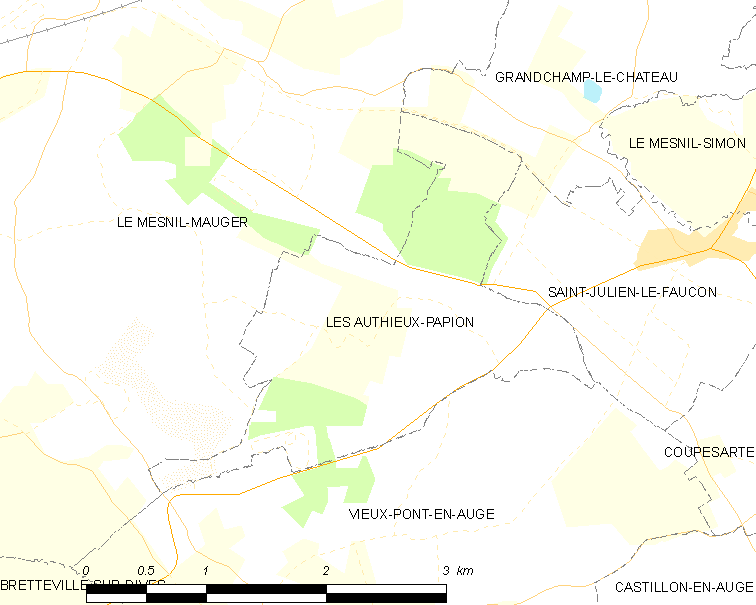
莱索蒂约帕皮永的OSM定位图

莱索蒂约帕皮永的时区为UTC+01:00、UTC+02:00（夏令时）。

## 行政
莱索蒂约帕皮永的邮政编码为14140，INSEE市镇编码为14031。

## 政治
莱索蒂约帕皮永所属的省级选区为梅济东瓦莱多日县。

## 人口

1962-2008年间莱索蒂约帕皮永人口变化图示

莱索蒂约帕皮永于2018年1月1日时的人口数量为62人。